# Coco Lapin
Coco Lapin (surnommé « Coco », « Rabbit » en anglais) est un personnage imaginé par Alan Alexander Milne en 1926 dans le livre Winnie the Pooh, et apparaissant dans les dessins animés de Walt Disney Les Aventures de Winnie l'ourson.
Coco Lapin est un lapin jaune, à l'exception de son ventre qui est blanc. Véritablement obsédé par son potager et les carottes qu'il y fait pousser, cette lubie lui fait parfois oublier ses amis.
Il tient également à ce que tout soit parfaitement bien organisé, dans les moindres détails. Bien qu'un peu égocentrique, il n'oublie pas ses camarades de la Forêt et leur vient souvent en aide. « Coco » vit dans un terrier situé dans le tronc d'un arbre.